# Young Americans (album)
Young Americans è il nono album in studio del musicista britannico David Bowie pubblicato nel 1975 dalla RCA Records.

## Storia
Per il disco, che evidenzia la passione del Bowie di metà anni settanta per la black music americana, l'artista si lasciò alle spalle le influenze musicali dalle quali aveva attinto nel passato, per rimpiazzarle con sonorità soul e R&B maggiormente "ballabili", svolta stilistica che, all'epoca, venne accolta con perplessità dai fan di vecchia data del cantante. Proprio per descrivere le forti influenze "black" della musica contenuta nell'album, Bowie, per illustrare il sound generale di Young Americans, usò il termine "plastic soul" ("Soul Music di plastica"), originariamente coniato da un ignoto musicista nero negli anni sessanta per descrivere i bianchi che suonavano il blues. Nonostante Bowie fosse un musicista inglese che si rifaceva a sonorità prettamente americane, il disco riscosse molto successo proprio negli Stati Uniti, dove l'album raggiunse la top ten in classifica, e la canzone Fame (scritta da Bowie in collaborazione con John Lennon e Carlos Alomar) raggiunse il primo posto nella classifica dei singoli.

### Produzione
Iniziata l'11 agosto 1974, durante una pausa del Diamond Dogs Tour, la registrazione di Young Americans venne effettuata sotto la supervisione di Tony Visconti, principalmente ai Sigma Sound Studios di Philadelphia, in Pennsylvania. Per l'incisione dell'album si cercò di rendere l'atmosfera dei brani il più possibile dal vivo, come se fossero stati registrati live, con l'intera band che suonava insieme, incluso Bowie al canto, come un unico concerto. Secondo quanto riportato dal produttore Visconti, l'album contiene "circa l'85% di David Bowie dal vivo".
Per creare delle sonorità autenticamente soul, Bowie volle radunare in studio musicisti della scena funk e soul locale, inclusi Luther Vandross, all'epoca agli esordi, e Andy Newmark, batterista degli Sly and the Family Stone. Vandross compose insieme a Bowie il brano Fascination, la terza traccia sull'album. Si trattò inoltre della prima volta nella quale Bowie si trovò a lavorare con Carlos Alomar, dando così inizio ad un lungo e fruttuoso rapporto lavorativo che si sarebbe protratto per circa trent'anni. La canzone Young Americans, pubblicata come primo singolo estratto dal disco, occorse due giorni di lavorazione in studio per essere registrata.

### Registrazione
La maggior parte delle sessioni agli studi Sigma Sound si svolsero nel novembre 1974. La lavorazione dell'album attrasse l'attenzione dei fan locali di Bowie che iniziarono a stazionare perennemente fuori dallo studio per tutto il tempo delle sessioni. L'ultimo giorno di lavoro in studio, i fan furono invitati dentro per ascoltare in anteprima le nuove canzoni incise.
Across the Universe, una cover di un tardo brano dei Beatles, e Fame, una nuova composizione, furono incise agli Electric Lady Studios alla presenza di John Lennon. Per inserire queste due nuove canzoni, furono tolti dal disco i brani Who Can I Be Now e It's Gonna Be Me, anche se poi queste canzoni furono successivamente recuperate come bonus tracks per la ristampa dell'album ad inizio anni novanta. Il riff chitarristico di Fame, opera di Alomar, era basato sulla canzone Foot Stompin' del gruppo doo-wop The Flairs.
Bowie aveva preso in considerazione svariati titoli differenti per il disco, inclusi Somebody Up There Likes Me, One Damned Song, The Gouster e Fascination.
Alle sessioni di Young Americans prese parte anche il sassofonista David Sanborn, in una delle sue prime apparizioni in uno studio di registrazione.
Young Americans mise definitivamente fine al periodo "glam rock" di David Bowie, incarnato dai personaggi di "Ziggy Stardust" e "Aladdin Sane", e dalle esibizioni fortemente teatrali del Diamond Dogs Tour.

## Pubblicazione, singoli ed accoglienza

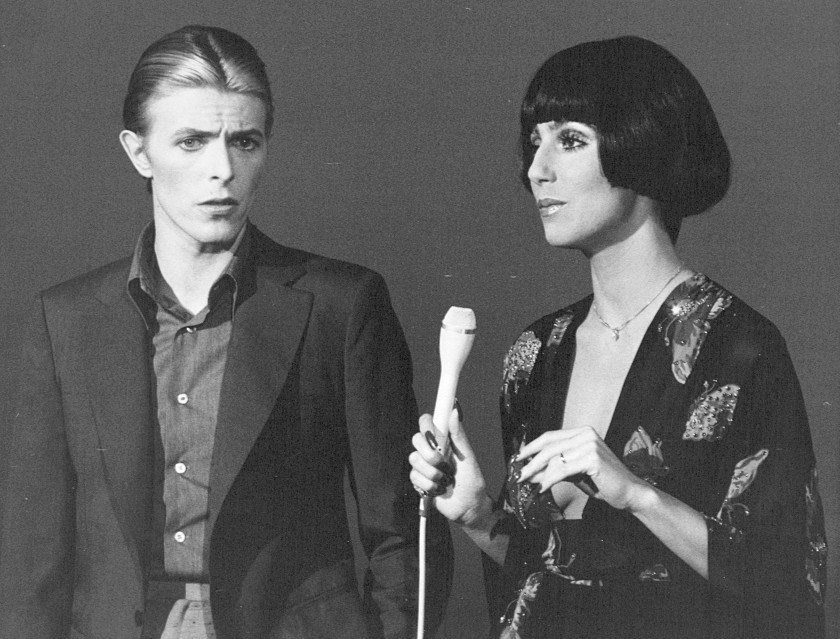
David Bowie e Cher nel 1975.

L'album venne pubblicato nel marzo 1975, raggiungendo la seconda posizione in classifica nel Regno Unito e la numero 9 negli Stati Uniti, facendo scoprire David Bowie ad una nuova schiera di fan statunitensi. In Europa la svolta "black" della musica di Bowie venne accolta con qualche perplessità, mentre invece in America l'album accrebbe la fama dell'artista. La stampa americana parlò di Bowie come di un misto tra Frank Sinatra, Elvis Presley, e Mick Jagger, definendolo un artista dotato di enorme carisma, capace di soggiogare qualsiasi tipo di pubblico.
In Gran Bretagna, la traccia Young Americans venne pubblicata su singolo nel 1975 e raggiunse solo la posizione numero 18 in classifica, mentre lo stesso singolo arrivò al numero 28 negli Stati Uniti. La versione britannica del singolo conteneva sul lato B una versione live di Suffragette City. Bowie eseguì Young Americans in TV nel corso del Dick Cavett Show per promuovere il singolo negli Stati Uniti, che riscosse nell'immediato un successo moderato, ma notevole nel tempo.
Fame fu il secondo singolo estratto dall'album, con Right come B-side, raggiungendo solo la posizione numero 17 nel Regno Unito ed una inaspettata prima posizione in America. E fu proprio questo brano a decretare il successo del disco negli Stati Uniti, facendo acquisire un'enorme popolarità a Bowie presso pubblico e mass media. Come autori di Fame sono accreditati Bowie, Carlos Alomar e John Lennon. Lennon, ancora nel pieno del suo periodo "lost weekend" (la momentanea separazione da Yoko Ono), stava celebrando l'uscita del suo nuovo album Walls and Bridges, e capitò in studio cogliendo l'opportunità di fare una jam session con Bowie e la sua band. Si dice che Bowie abbia particolarmente gradito la partecipazione di Lennon alle sedute di registrazione, da decidere così su due piedi di incidere una reinterpretazione del brano dei Beatles scritto da Lennon Across the Universe. Successivamente Lennon stesso affermò di ritenere la versione incisa da Bowie addirittura migliore dell'originale.
Un terzo singolo era in programma per sfruttare il grande successo dell'album in America, ma non si concretizzò fino al novembre 1979 quando una versione completamente re-arrangiata di John, I'm Only Dancing, reintitolata John, I'm Only Dancing (Again) (num. cat. RCA Bow 4) venne pubblicata in Gran Bretagna. Il brano era stato registrato effettivamente durante le sessioni per Young Americans, ma non era stato inserito nella versione definitiva dell'LP.
Nel settembre 2016, all'interno del cofanetto Who Can I Be Now? (1974-1976), venne pubblicato per la prima volta nel suo ordine originario l'album The Gouster, versione iniziale di Young Americans pronta per un'eventuale pubblicazione alla fine del 1974. A differenza dell'album completo, The Gouster contiene tre canzoni in più, John, I'm Only Dancing (Again), It's Gonna Be Me e Who Can I Be Now?, oltre a registrazioni e mix alternativi di Somebody Up There Likes Me, Can You Hear Me e Right; mancano però le tracce registrate nel 1975 (Win, Fascination, Across the Universe e Fame).

## Tracce
Lato A
1. Young Americans – 5:13
2. Win – 4:47
3. Fascination (Bowie, Luther Vandross) – 5:48
4. Right – 4:22

Lato B
1. Somebody Up There Likes Me – 6:36
2. Across the Universe (John Lennon, Paul McCartney) – 4:33
3. Can You Hear Me – 5:08
4. Fame (Bowie, Lennon, Carlos Alomar) – 4:21

### Edizioni CD
L'album è stato ristampato in formato compact disc in cinque occasioni diverse. La prima volta dalla RCA nel 1984, la seconda nel 1991 dalla Rykodisc (con l'aggiunta di tre bonus tracks), la terza nel 1999 dalla EMI (rimasterizzato in digitale a 24-bit ma senza tracce bonus), e la quarta volta insieme ad un DVD il 19 marzo 2007, in qualità audio superiore con missaggio in 5.1 Dolby Surround, con le tracce bonus Who Can I Be Now? e John, I'm Only Dancing (Again) dell'edizione 1991 Rykodisc, una versione alternativa di It's Gonna Be Me più materiale video proveniente dal Dick Cavett TV Show. L'ultima edizione proviene dal cofanetto del 2016 Who Can I Be Now?, rilasciata in un primo momento solo all'interno della raccolta, poi separatamente.

#### Bonus tracks ristampa 1991
1. Who Can I Be Now? – 4:35
2. It's Gonna Be Me – 6:29
3. John, I'm Only Dancing (Again) – 6:58

#### Bonus tracks Collector's Edition (2007)
1. John, I'm Only Dancing (Again)
2. Who Can I Be Now?
3. It's Gonna Be Me (versione alternativa, con l'aggiunta degli archi)
4. 1984 (live al The Dick Cavett Show, solo DVD)
5. Young Americans (live al The Dick Cavett Show, solo DVD)
6. "Dick Cavett Interviews David Bowie" (solo DVD)

## Formazione

### Musicisti
- David Bowie – voce, chitarra, pianoforte
- Carlos Alomar – chitarra
- Mike Garson – pianoforte, tastiera
- David Sanborn – sassofono
- Willie Weeks – basso eccetto su Across the Universe e Fame
- Andy Newmark – batteria eccetto su Across the Universe e Fame

### Musicisti aggiuntivi
- Larry Washington – conga
- Pablo Rosario – percussioni in Across the Universe e Fame
- Ava Cherry, Robin Clark, Luther Vandross – cori di sottofondo
- John Lennon – voce, chitarra, cori in Across the Universe e Fame
- Earl Slick – chitarra in Across the Universe e Fame
- Emir Ksasan – basso in Across the Universe e Fame
- Dennis Davis – batteria in Across the Universe e Fame
- Ralph MacDonald – percussioni in Across the Universe e Fame
- Jean Fineberg – cori di sottofondo in Across the Universe e Fame
- Jean Millington – cori di sottofondo in Across the Universe e Fame